# Kałużskaja
Kałużskaja (ros. Калужская) – stacja moskiewskiego metra linii Kałużsko-Ryskiej (kod 104). Nazwa stacji pochodzi od Rosyjskiego miasta - Kaluga. Zastąpiła stację tymczasową o tej samej nazwie działającą od 1964 roku.

## Wystrój
Stacja jest trzykomorowa, jednopoziomowa, posiada jeden peron. Ośmiokątne kolumny obłożono różowym, bajkalskim marmurem. Ściany nad torami pokryte są białymi płytkami ceramicznymi, ozdobione płaskorzeźbami przedstawiającymi eksplorację kosmosu. Podłogi wyłożono szarym granitem w różnych odcieniach.